# Lechang
Lechang (乐昌市S, LèchāngP) è una città-contea della Cina, situata nella provincia del Guangdong e amministrata dalla prefettura di Shaoguan.